# 미국 대서양 사령부
미국 대서양 사령부(United States Atlantic Command (1947-1993년: "USLANTCOM", 1993-199년: "USACOM"))는 1947년부터 1999년까지 있었던 미국 국방부의 대서양 전구 통합전투사령부이다.
냉전 동안 유럽 사령부의 관할지를 넘어 대서양에 들어온 소련의 공격에 대비하는 임무를 수행하였다. 1960년 콩고 위기 당시 대서양 사령부의 지휘부는 사하라 하부 아프리카에서의 계획과 작전을 위한 애드훅부대인 JTF-4 본부를 설치하고 루이스 W. 트루먼 중장에게 지휘권한을 맡겼다. 1993년 10월 1일 새로운 두문자어 "USACOM", 1999년 미국 합동전력사령부(USJFCOM)로 재편성됨으로써 대서양 사령부는 편제표에서 내려졌다.

## 편성
USLANTCOM, 1947-1993년
- 미국 대서양 육군 (USARLANT);
- 대서양 함대 (LANTFLT)
- 전술공군사령부/공군 대서양 사령부 (TAC/USAFLANT)
- 미국 대서양 해병대 (MARFORLANT)

USACOM, 1993-1999년
- 미국 육군 전력사령부; 1993년 10월 1일 ~ 1999년
- 대서양 함대
- 공중전투사령부 (ACC); 1992년 6월 1일
- 미국 해병대 전력사령부/대서양군

예하 통합전투사령부
- 대서양 특수작전사령부 (Special Operations Command, Atlantic (SOCLANT))
- 아이슬란드 방위군 (IDF); 1951년, 창설
- 주아소르스 미군 (USFORAZ); 1953년 3월 16일, 창설

## 역대 사령관
1985년 11월 27일까지 대서양 함대 총사령관(CINCLANTFLT)이 대서양 사령관과 NATO 대서양 연합최고사령관(SACLANT) 직책을 겸직하였고, 이후 분리되었다.
| 순번 | 사진 | 군종/계급   | 성명                                     | 취임일           | 이임일           | 비고                                                                                            |
| ---- | ---- | ----------- | ---------------------------------------- | ---------------- | ---------------- | ----------------------------------------------------------------------------------------------- |
| 1.   |      | 해군 ADM    | William H. P. Blandy 윌리엄 H. P. 블랜디 | 1947년 2월 3일   | 1950년 2월 1일   | 제5대 대서양 함대 총사령관                                                                      |
| 2.   |      | 해군 ADM    | William M. Fechteler 윌리엄 펙틀러       | 1950년 2월 1일   | 1951년 8월 15일  | 제6대 대서양 함대 총사령관                                                                      |
| 3.   |      | 해군 ADM    | Lynde D. McCormick 린드 D. 맥코믹        | 1951년 8월 15일  | 1954년 4월 12일  | 제6대 대서양 함대 총사령관 초대 대서양 연합사령부 최고사령관                                    |
| 4.   |      | 해군 ADM    | Jerauld Wright 제롤드 라이트             | 1954년 4월 12일  | 1960년 2월 28일  | 제7대 대서양 함대 총사령관 2대 대서양 연합사령부 최고사령관                                     |
| 5.   |      | 해군 ADM    | Robert L. Dennison[*] 로버트 L. 데니슨   | 1960년 2월 28일  | 1963년 4월 30일  | 제8대 대서양 함대 총사령관 3대 대서양 연합사령부 최고사령관                                     |
| 6.   |      | 해군 ADM    | Harold P. Smith 해롤드 P. 스미스         | 1963년 4월 30일  | 1965년 4월 30일  | 제9대 대서양 함대 총사령관 4대 대서양 연합사령부 최고사령관                                     |
| 7.   |      | 해군 ADM    | Thomas H. Moorer 토마스 힌먼 무어러      | 1965년 4월 30일  | 1967년 6월 17일  | 제10대 대서양 함대 총사령관 5대 대서양 연합사령부 최고사령관                                    |
| 8.   |      | 해군        | ADM Ephraim P. Holmes 에프라임 P. 홈즈   | 1967년 6월 17일  | 1970년 9월 30일  | 제11대 대서양 함대 총사령관 6대 대서양 연합사령부 최고사령관                                    |
| 9.   |      | 해군        | ADM Charles K. Duncan 찰스 K. 던컨       | 1970년 9월 30일  | 1972년 10월 31일 | 제12대 대서양 함대 총사령관 7대 대서양 연합사령부 최고사령관                                    |
| 10.  |      | 해군 ADM    | Ralph W. Cousins 랄프 W. 커즌스          | 1972년 10월 31일 | 1975년 5월 30일  | 제13대 대서양 함대 총사령관 8대 대서양 연합사령부 최고사령관                                    |
| 11.  |      | 해군 ADM    | Isaac C. Kidd Jr. 아이작 C. 키드 Jr.     | 1975년 5월 30일  | 1978년 9월 30일  | 제14대 대서양 함대 총사령관 9대 대서양 연합사령부 최고사령관                                    |
| 12.  |      | 해군 ADM    | Harry D. Train II 해리 D. 트래인 3세     | 1978년 9월 30일  | 1982년 9월 30일  | 제15대 대서양 함대 총사령관 11대 대서양 연합사령부 최고사령관                                   |
| 13.  |      | 해군 ADM    | Wesley L. McDonald 웨슬리 L. 맥도널드    | 1982년 9월 30일  | 1985년 11월 27일 | 제16대 대서양 함대 총사령관 12대 대서양 연합사령부 최고사령관                                   |
| 14.  |      | 해군 ADM    | Lee Baggett Jr. 리 바게트 Jr.            | 1985년 11월 27일 | 1988년 11월 22일 | 12대 대서양 연합사령부 최고사령관                                                               |
| 15.  |      | 해군 ADM    | Frank B. Kelso II 프랭크 B. 켈소 3세     | 1988년 11월 22일 | 1990년 5월 18일  | 13대 대서양 연합사령부 최고사령관                                                               |
| 16.  |      | 해군 ADM    | Leon A. Edney 레온 A. 에드니             | 1990년 5월 18일  | 1992년 7월 13일  | 14대 대서양 연합사령부 최고사령관                                                               |
| 17.  |      | 해군 ADM    | Paul D. Miller 폴 D. 밀러                | 1992년 7월 13일  | 1994년 10월 31일 | 15대 대서양 연합사령부 최고사령관                                                               |
| 18.  |      | 해병대 대장 | John J. Sheehan 존 J. 세헌               | 1994년 10월 31일 | 1997년 9월 24일  | 16대 대서양 연합사령부 최고사령관                                                               |
| 19.  |      | 해군 ADM    | Harold W. Gehman Jr. 해롤드 W. 게먼 Jr.  | 1997년 9월 24일  | 1999년 10월 7일  | 17대 대서양 연합사령부 최고사령관 초대 미국 합동전력사령부 사령관으로서 200년 9월 5일에 이임함. |

## 참고
- “Atlantic Command, Commander in Chief US” (영어). The Navy Department Library. 2017년 12월 5일. 2019년 3월 1일에 확인함.
- “ATLANTIC COMMAND” (PDF). AUSA BACKGROUND BRIEF (영어) 64판. 1994년 8월. 2019년 3월 2일에 원본 문서 (PDF)에서 보존된 문서. 2019년 3월 1일에 확인함.
- “US Joint Forces Command (USJFCOM)”. 《globalsecurity.org》 (영어). 2019년 3월 1일에 확인함.